# Моя добра людина
«Моя добра людина» — радянський художній фільм 1973 року, знятий режисером Равілем Батировим на кіностудії «Узбекфільм».

## Сюжет
За мотивами оповідання У. Назарова «Зухвалість».

## У ролях
- Рустам Сагдуллаєв — Рустам
- Тамара Шакірова — Саїда
- Шухрат Іргашев — Шухрат
- Яхйо Файзуллаєв — Еркін
- Джамал Хашимов — Джамал
- Турсунбой Хакімов — роль другого плану
- Шариф Кабулов — Рузієв
- Аннадурди Аннаклиджев
- Валерій Цвєтков — Леонов
- Батур Халіков — роль другого плану
- Анвара Алімова — Хасіят-опа
- Гані Агзамов — сторож
- Т. Фадіна — Лідочка
- Турсун Імінов — «солдат»
- З. Ішанходжаєв — епізод
- Л. Шаріпова — епізод
- М. Сінгатулліна — епізод
- Т. Мірджалалов — епізод

## Знімальна група
- Режисер — Равіль Батиров
- Сценарист — Одельша Агішев
- Оператор — Олександр Панн
- Композитор — Фелікс Янов-Яновський
- Художник — Вадим Добрін